# براين ليتريل
براين توماس ليتريل من ولاية ولاية كنتاكي الولايات المتحدة ولد في 20 فبراير 1975، وهو ابن عمة كيفن ريتشاردسون وهما الاثنان عضوي فريق الباكستريت بويز .

## الحياة الشخصية
من أبرز ما حدث هو صراعه مع مرض القلب مما أدى به إلى عملية جراحية تمت بالنجاح وتشافى براين نهائيا.
في سنة 1997 أعجب براين بالعارضة والممثلة ليـان وولاس التي صورت الفيديو كليب للباكستريت بويز بعنوان As long as you love me بعد ذلك تزوجا في 2 سبتمبر 1999 وأقاما زفافهما في اتلانتا، جورجيا وأرزقا بولادهما بايلي توماس وايلي ليتريل في 26 نوفمبر من سنة 2002.

## في باكستريت بويز
باك ستريت بويز (بالإنجليزية: Backstreet Boys) فرقة موسيقى بوب تَمتّعتْ بنجاحِ هائلِ في النصف الأخير من التسعينياتِ وبداية الألفينات، وحازت 12 من أغانيها على المرتبة الأولى في الولايات المتّحدةَ ولمدة تفوق 40 أسبوعا، و في المملكة المتحدة حصلت 16 من أغانيهم على المركز الأول في سباق ترتيب الأغاني، كما أن المجموعة حازت على جوائز عديدة من أبرزها جائزة جرامي، وباعت أكثر من 120 مليون ألبومِ حول العالم، مما جعل الفريق صاحب الألبومات الأعلى مبيعات على مدى التاريخ.
كما أن البوم "Millenium" الذي أطلقته الفرقة سنة 1999 هو حامل لقب ثاني ألبومات البوب الأكثر مبيعا عبر التاريخ.

## وصلات خارجية
- براين ليتريل على موقع IMDb (الإنجليزية)
- براين ليتريل على موقع روتن توميتوز (الإنجليزية)
- براين ليتريل على موقع ميوزك برينز (الإنجليزية)
- براين ليتريل على موقع إن إن دي بي (الإنجليزية)
- براين ليتريل على موقع أول ميوزيك (الإنجليزية)
- براين ليتريل على موقع ديسكوغز (الإنجليزية)
- براين ليتريل على موقع قاعدة بيانات الفيلم (الإنجليزية)